# Hahausen
Hahausen ist ein Stadtteil von Langelsheim im Landkreis Goslar in Niedersachsen.

## Geographie

### Geographische Lage
Hahausen liegt nordwestlich des Harzes an der Neile, im Westen des Landkreises Goslar. Die nächstgelegenen Ortschaften sind im Süden Seesen, im Westen Rhüden sowie Lutter am Barenberge im Norden und Langelsheim im Osten.

### Nachbarorte
Hahausen grenzt im Norden an den Flecken Lutter am Barenberge, im Osten an die Stadt Langelsheim, im Südosten an das gemeindefreie Gebiet Harz sowie im Südwesten an die Stadt Seesen (alle Landkreis Goslar) und im Nordwesten an die Stadt Bockenem (Landkreis Hildesheim).

### Ortsgliederung
Zu Hahausen gehört der Ortsteil Neuekrug.

## Geschichte
Ein Feuersteindolch deutet auf eine bereits neolithische Besiedlung des Gebietes hin.
Hahausen wurde 1021 erstmals urkundlich erwähnt in einer Urkunde von Heinrich II. 1209 ist erstmals eine Kirche in dem Ort beurkundet. Infolge der Hildesheimer Stiftsfehde wechselte der Besitz 1523 vom Kloster Ringelheim an das Fürstentum Braunschweig-Wolfenbüttel. Der Ort war Grenzort zum Fürstentum Göttingen.
Am 27. August 1626 wurde zwischen Hahausen und Lutter die Schlacht bei Lutter am Barenberge zwischen dem Heer der Katholischen Liga unter Tilly und dem Heer des Niedersächsischen Kreises unter dem dänischen König Christian geschlagen. Die Truppen Tillys hatten dabei ihre Stellungen in Hahausen, welches einen Tag vorher von den Truppen Christians weitgehend zerstört wurde. Im Dreißigjährigen Krieg wurde die damalige Kirche beschädigt, später repariert und 1794 abgerissen und durch eine neue ersetzt.
Am 1. November 2021 wurde die Gemeinde Hahausen in die Stadt Langelsheim eingemeindet.

### Ortsname
Alte Bezeichnungen des Ortes sind um 1021 Hahusen, 1131 Hagehusen, 1154 Hagehusen, 1154 Hagehusen und um 1157 Hagehusen.
Der Name ist zusammengesetzt aus „Hag(en)“, gehört zu „hagan, hagen“, eine Weiterbildung zu „-hag, -hac, hag“ („Umzäunung, umzäuntes Grundstück, Weideplatz, Hecke“) und „-hūsen“ („bei den Häusern, Siedlung, Dorf“).

### Einwohnerentwicklung
| Jahr | Einwohner |
| ---- | --------- |
| 1821 | 425       |
| 1848 | 639       |
| 1871 | 784       |
| 1885 | 890       |
| 1905 | 869       |
| 1925 | 852       |
| 1933 | 849       |

| Jahr | Einwohner |
| ---- | --------- |
| 1939 | 821       |
| 1946 | 1545      |
| 1950 | 1584      |
| 1956 | 1265      |
| 1961 | 1102      |
| 1968 | 1066      |
| 1970 | 1050      |

| Jahr | Einwohner |
| ---- | --------- |
| 1975 | 957       |
| 1980 | 950       |
| 1985 | 982       |
| 1990 | 928       |
| 1995 | 983       |
| 2000 | 973       |
| 2005 | 930       |

| Jahr | Einwohner |
| ---- | --------- |
| 2010 | 862       |
| 2015 | 792       |
| 2016 | 768       |
| 2017 | 754       |
| 2020 | 769       |

Einwohnerentwicklung von Hahausen von 1821 bis 2017

(ab 1968 Stand jeweils zum 31. Dezember)

## Politik

### Ortsrat
Der Ortsrat, der den Ortsteil Hahausen erstmals seit dem 1. November 2021 vertritt, setzt sich aus fünf Mitgliedern zusammen. Die Ratsmitglieder werden durch eine Kommunalwahl für jeweils fünf Jahre gewählt. Der Ergebnis wird mit der letzten Gemeinderatswahl von 2016 verglichen.
Bei der Kommunalwahl 2021 ergab sich folgende Sitzverteilung:
| Ortsrat 2021Insgesamt 5 Sitze - SPD: 2 - WGH: 3 |

### Ortsbürgermeister
Ortsbürgermeister ist Eckhard Ohlendorf (WGH).

### Wappen
Das Wappen ist viergeteilt. Die nichtheraldisch linke obere Ecke zeigt ein goldenes sechsspeichiges Rad auf blauem Grund, das für den ehemaligen Handelsbetrieb in Neuekrug und die exponierte Lage im Wegenetz (Anbindung nach Seesen, Goslar, Braunschweig) steht. Darunter ist ein blaues Eichenblatt abgebildet, stellvertretend für den Wald im Süden Hahausens. In der nichtheraldisch rechten oberen Ecke findet sich eine blaue Gerstenähre auf goldenem Grund. Diese symbolisiert die wichtigen Aspekte der Landwirtschaft für Hahausen. Der goldene Bierkrug auf blauem Grund darunter steht für den Ortsteil Neuekrug, früher ein Rast- und Ausspannhof.

## Wirtschaft und Infrastruktur

### Verkehr
Hahausen liegt an den Bundesstraßen 82 und 248. Westlich verläuft in etwa fünf Kilometer Entfernung die A 7 (Anschlussstelle Rhüden, Nr. 66).
Durch Hahausen verläuft die Buslinie 655 (Lutter-Seesen) und verfügt dort über fünf Haltestellen.
Seit August 1856 besteht der Bahnhof Neuekrug-Hahausen, in dem die Bahnstrecke Neuekrug-Hahausen–Goslar von der Bahnstrecke Börßum–Kreiensen abzweigt. Er wird seit dem 31. Mai 1987 nicht mehr durch den Personenverkehr bedient, erfüllt aber (Stand: 2025) weiterhin eine betriebliche Funktion.

### Bildung
Bis zum 31. Juli 1976 gab es in Hahausen eine Schule, welche nun als Dorfgemeinschaftshaus genutzt wird. Die Grundschüler gehen heutzutage größtenteils in die Kurt-Klay-Grundschule nach Lutter und die höheren Jahrgange (Oberschule und Gymnasium) besuchen das Schulzentrum in Seesen.

## Kultur und Sehenswürdigkeiten
Hahausen ist durch landwirtschaftliche Höfe geprägt und verfügt über ein reges Vereinsleben. Das Dorf besitzt mit seiner Lage am Nordwestrand des Harz ein umfangreiches Wander- und Naherholungsgebiet. So verläuft etwa der Europaradweg R1 durch den Ort und die Lageswarte (Stempelstelle 102 der Harzer Wandernadel) ist ebenfalls von Hahausen aus erreichbar.

### Kirche

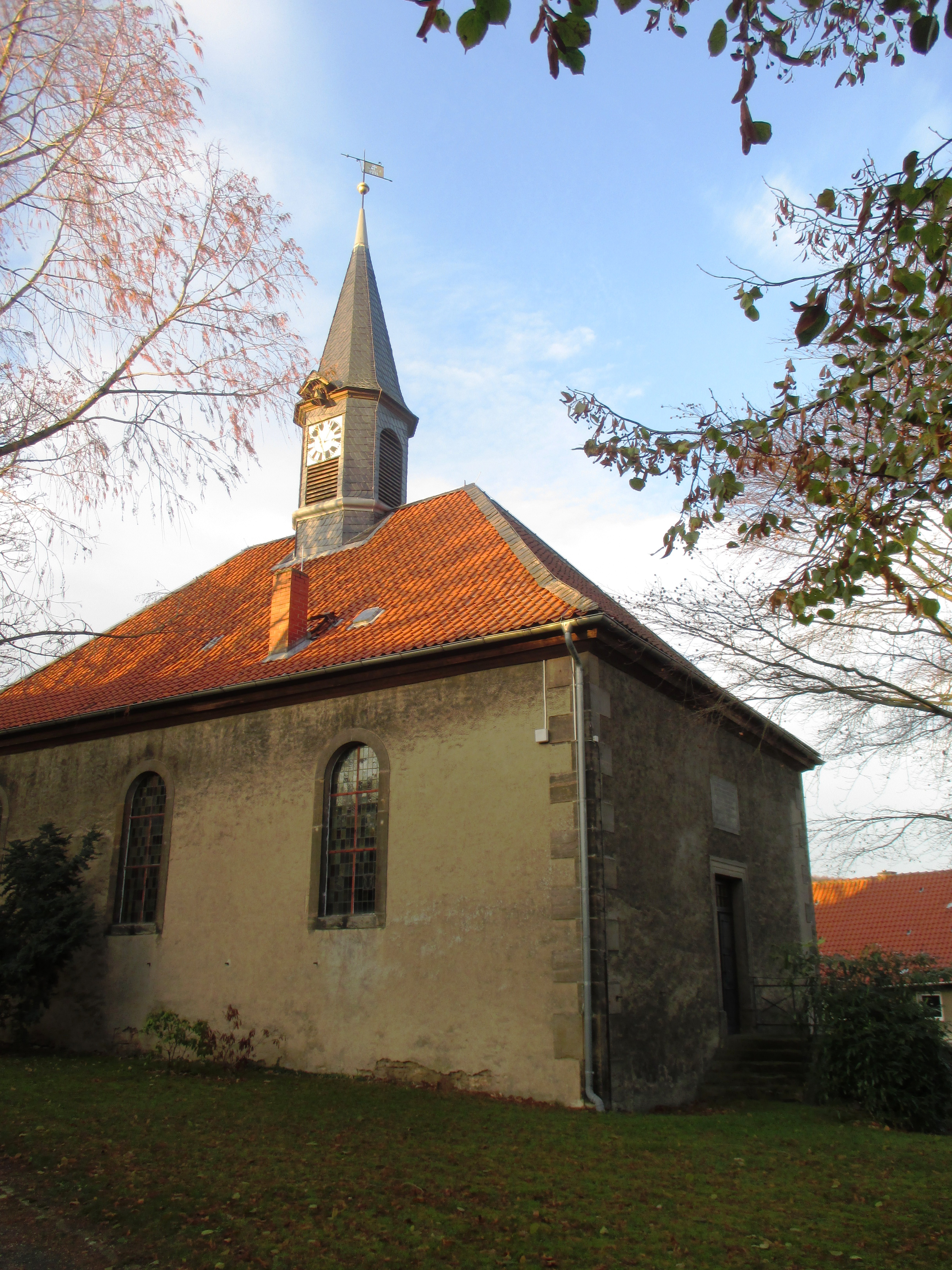
Evangelische St.-Romanus-Kirche

Mit der St.-Romanus-Kirche besitzt Hahausen eine evangelisch-lutherische Kirche, die zur Propstei Gandersheim-Seesen gehört. Seit 1951 ist auch Nauen ein Teil der Pfarrgemeinde Hahausen.